# Регіональна Конвенція про пан-Євро-Середземноморські преференційні правила походження
Регіональна Конвенція про пан-Євро-Середземноморські преференційні правила походження (Пан-Євро-Мед) — міжнародний договір

## Мета
Основна мета Конвенції полягає в переході до однакових правил визначення походження товарів, торгівля якими здійснюється між усіма договірними сторонами. 
Країни-учасниці Конвенції в рамках угод про вільну торгівлю використовують ідентичні преференційні правила походження товарів на основі діагональної кумуляції. Товари, які отримали статус походження в одній із країн, можна використовувати у виробничих процесах у будь-якій з інших країн без втрати ними статусу походження. Це, відповідно, збільшує товарообіг між сторонами та дозволяє експортувати за преференційними митними тарифами.
На практиці застосування положень Конвенції Пан-Євро-Мед означає, що український виробник зможе закуповувати сировину або комплектуючі в одній зі сторін-учасниць Конвенції, а готову продукцію експортувати до іншої учасниці Конвенції без сплати мита або по заниженій ставці мита.

## Учасники
Учасниками Конвенції є країни ЄС та ЄАВТ, Туреччина, Албанія, Македонія, Йорданія, Чорногорія, Сербія, Фарерські острови, Марокко, Алжир, Туніс, Сирія (тимчасово призупинено), Ліван, Палестина, Боснія і Герцеговина, Єгипет, Ізраїль та Молдова.

## Підтвердження походження товарів
Преференційне походження товарів Конвенції підтверджується сертифікатами з перевезення форм «EUR.1», «EUR-MED», що видаються митним органами країни експортера. Сертифікат видається на безоплатній основі на кожну партію товарів. Форма бланка сертифіката та його технічні характеристики є однаковими в усіх угодах про вільну торгівлю країн-учасниць Конвенції.

## Пан-Євро-Мед і Україна
В Протоколі 1 щодо визначення правил походження до Угоди про асоціацію між Україною та ЄС, містяться положення, засновані на правилах походження, визначених у Регіональній конвенції Пан-Євро-Мед. З огляду на це, після приєднання України до згаданої Конвенції українські виробники зможуть експортувати продукцію на умовах преференційного походження із використанням системи діагональної кумуляції, що існує в рамках Конвенції Пан-Євро-Мед, в треті країни, які є Договірними Сторонами Конвенції за умови існування між ними зон(и) вільної торгівлі.
З іншого боку, відповідну перевагу щодо експорту своєї продукції в Україну отримають і експортери країн-учасниць згаданої Конвенції.
Третя сторона може стати Договірною Стороною цієї конвенції за умови, що країна-кандидат чи територія мають діючу угоду про режим вільної торгівлі, який передбачає застосування преференційних правил походження, принаймні із однією стороною цього Договору. Преференційні правила походження товарів, ідентичні Конвенції, наразі застосовуються в рамках Угоди про вільну торгівлю між Україною та державами ЄАВТ. Інші угоди про вільну торгівлю, укладені Україною з країнами-учасницями Конвенції (ЄС, Чорногорія, Македонія) відповідають положенням преференційних правил походження товарів Конвенції не у повній мірі, зокрема в них:
- відсутні положення про діагональну кумуляцію та документи про походження EUR-MED, що видаються митними органами країни експортера;
- перелік виробничих і технологічних операцій базується на правилах походження Генеральної системи преференцій (Чорногорія);
- відсутня спрощена система підтвердження походження товарів уповноваженими експортерами (Македонія).

У 2015 році Мінекономрозвитку було розпочато роботу щодо визначення доцільності участі України у Регіональній Конвенції Пан-Євро-Мед.
Станом на липень 2016 здійснюються заходи щодо започаткування процедури приєднання до Конвенції.
Повною мірою скористатися перевагами, які пропонує Конвенція, стане можливо після того, як запрацює мережа зон вільної торгівлі між Україною та країнами-учасниками Конвенції, у ринках є найбільша зацікавленість українського виробника та експортера.
З 2019 року Конвенція офіційно запрацювала в Україні.